# 841 до н. е.

## Події
Похід Салманасара ІІІ, царя Ассирії, у Південну Сирію. Цар Дамаску Газаїл зазнав поразки у битві і закрився у місті. Салманасар не зміг взяти Дамаск. Царі Ізраїлю, Тіру та Сидону принесли данину.
Баал-ман-зері, цар Тіру.
Китайці вигнали царя Лі-вана внаслідок його деспотичного правління. Гунхе (共和), регент китайської держави періолу династії Чжоу.